# Костринская сельская община
Костринская сельская общи́на (укр.  Костринська сільська громада) — территориальная община в Ужгородском районе Закарпатской области Украины.
Административный центр — село Кострина.
Население составляет 5 201 человек. Площадь — 214 км².

## Населённые пункты
В состав общины входит 6 сёл:
- Кострина
- Костринская Ростока
- Вышка
- Люта
- Соль
- Домашин